# 奧龍賽島 (內赫布里底群島)
奧龍賽島是蘇格蘭的島嶼，位於大西洋海域，屬於內赫布里底群島的一部分，長4.6公里、寬2.9公里，面積5.4平方公里，最高點海拔高度93米，2001年人口僅5人。
56°0′56″N 6°14′37″W / 56.01556°N 6.24361°W